# Pontypridd
Pontypridd ist eine Stadt im Süden von Wales, ca. 25 Kilometer nördlich von Cardiff. Sie hat etwa 33.000 Einwohner und gehört zum Lokalverwaltungsbezirk Rhondda Cynon Taf. Im Stadtteil Treforest wurde der Musiker Tom Jones geboren.
Der Name Pontypridd stammt aus dem Walisischen und bedeutet „Brücke am irdenen Haus“. Die Brücke ist die Old Bridge über den River Taff, am nördlichen Ortsende. Die Stadt ist berühmt für die 1755 von William Edwards erbaute Steinbrücke.
Pontypridd ist Sitz der University of Glamorgan, die 1992 aus der Polytechnic of Wales (gegründet 1913 als South Wales and Monmouth School of Mines, später Glamorgan College of Technology und Glamorgan Polytechnic) hervorging.

## Geschichte
Die Stadt war einmal ein Zentrum der britischen Stahlindustrie und hatte als einer der wichtigsten Verkehrspunkte für den Transport von Kohle und Eisen, entlang der Taff Vale Railway zu den Häfen in Cardiff, Barry und Newport, das längste Eisenbahn-Abstellgleis in Großbritannien.

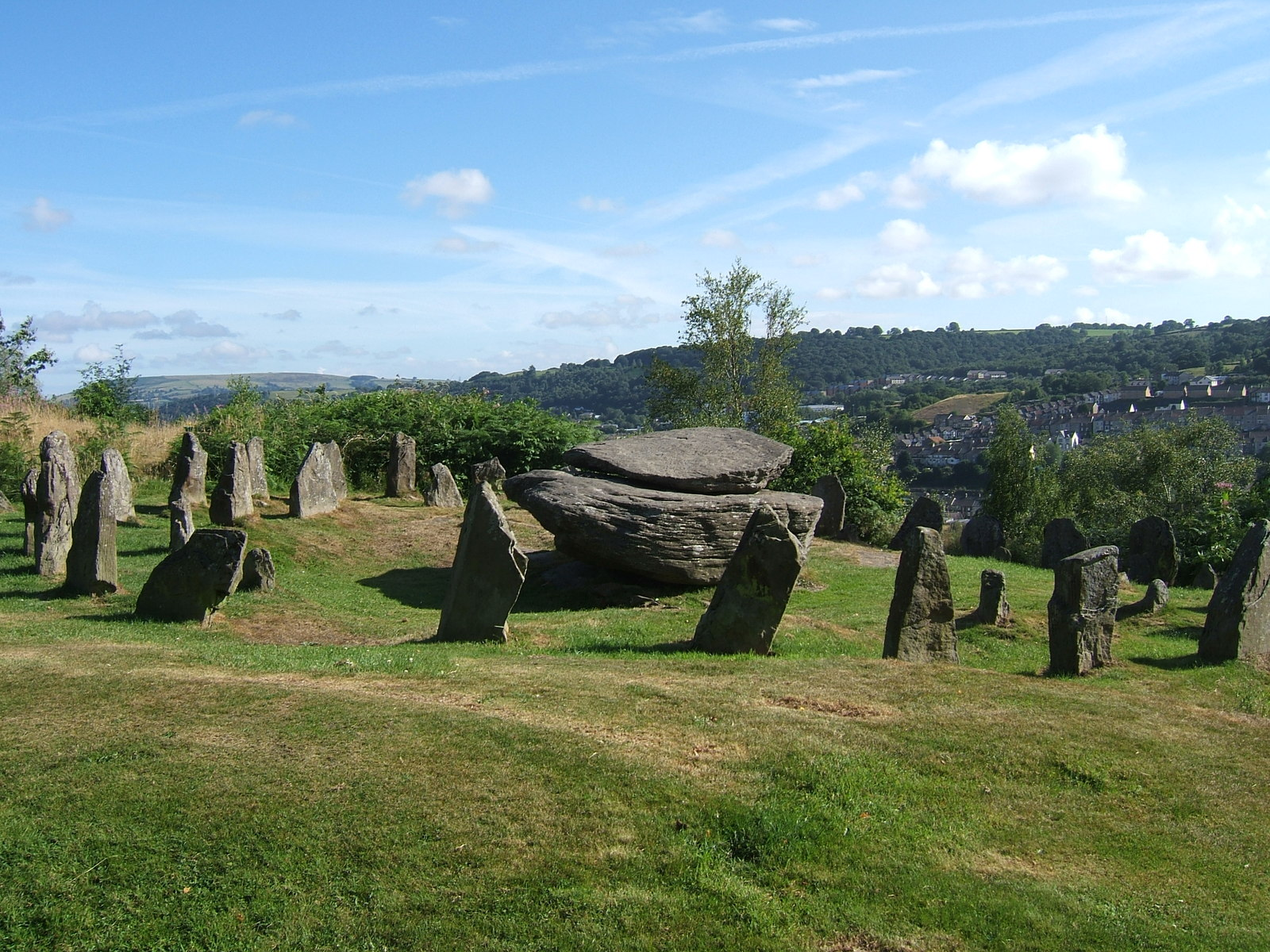
Der Wackelstein von Pontypridd

## Sport
Pontypridd war unter anderem einer der Austragungsorte bei der Rugby-Union-Weltmeisterschaft 1991.

## Persönlichkeiten

### Söhne und Töchter der Stadt
- Freddie Welsh (1886–1927), Boxer
- Arthur Pearson (1897–1980), Gewerkschaftsfunktionär und Politiker
- Elaine Morgan (1920–2013), Drehbuch- und Wissenschaftsautorin
- Merlyn Rees (1920–2006), Politiker
- Alun Morgan (1928–2018), Jazzkritiker und Jazzautor
- Tom Jones (* 1940), Sänger
- Chris Slade (* 1946), Schlagzeuger
- David Lloyd Jones, Lord Lloyd-Jones (* 1952), Richter und Rechtswissenschaftler
- Debbie Wilcox, Baroness Wilcox of Newport (* 1957), Politikerin
- Phil Campbell (* 1961), Gitarrist
- Lee Gaze (* 1975),[1] Lead-Gitarrist der Lostprophets
- Mike Lewis (* 1977),[2] Rhythmus-Gitarrist der Lostprophets
- Carys Parry (* 1981), Hammerwerferin
- Bradley Freegard (* 1983), Schauspieler
- Dale Appleby (* 1986), Radrennfahrer
- Elynor Bäckstedt (* 2001), Radsportlerin
- Rhys Britton (* 1999), Radrennfahrer

### Namhafte Künstler
- Lostprophets